# Lukáš Matoušek
Lukáš Matoušek (* 29. května 1943 Praha) je český klarinetista, skladatel, hudební režisér a dramaturg.

## Život
Studoval na Pražské konzervatoři dirigování u Václava Smetáčka, klarinet u Milana Kostohryze a skladbu u Zdeňka Hůly. Po absolvování konzervatoře navštěvoval kurz elektronické a konkrétní hudby v Československém rozhlase v Praze (1967–1969) dále pokračoval ve studiu skladby, nejprve soukromě u Miloslava Kabeláče (1969–1975) a později na Janáčkově akademii múzických umění v Brně (1975–1982) u Ctirada Kohoutka. Vyučoval hru na klarinet na Deylově konzervatoři v Praze (1967–1977) a byl hudebním režisérem a redaktorem Československého rozhlasu v Praze (1977–1989). Po roce 1989 byl dramaturgem a hudebním režisérem Studia Matouš a v letech 2000–2006 pracoval jako dramaturg Symfonického orchestru hl. m. Prahy FOK. Od roku 2001 vyučuje na katedře hudební teorie Akademie múzických umění v Praze.
V roce 1969 zkomponoval Kantátu na starozákonní latinský text Nářku Jeremiášova pro sóla, smíšený sbor a čtyři žesťové nástroje, jako reakci na Invazi vojsk Varšavské smlouvy do Československa v roce 1968. Kantáta měla velký úspěch a získala na festivalu Musica Sacra Nürnberg, prémii města Norimberku. To však současně znamenalo diskriminaci ze strany normalizátorů a jeho díla se po téměř 20 let v Československu prakticky nehrála.
Ve své tvorbě používal moderní skladebné techniky: dodekafonii, aleatoriku a témbrovou hudbu. Kromě toho jej však zajímaly paralely mezi hudbou novodobou a středověkou. V roce 1963 založil soubor Ars cameralis specializovaný na konfrontaci středověké hudby hrané na historické hudební nástroje a hudby soudobé, hrané na moderní nástroje. Je jeho uměleckým vedoucím a vystupuje s ním i jako hráč na klarinet a historické dechové nástroje. V 70. letech spolupracoval též se souborem Pražští madrigalisté. Středověkou hudbu studoval i na své stáži v Londýně jako stipendista British Council. O historických nástrojích rovněž přednášel na katedře muzikologie Filozofické fakulty Univerzity Karlovy a na Týnské škole v Praze, jakož i na různých mezinárodních hudebně vědeckých konferencích. Věnuje se i rekonstrukci středověkých skladeb a uvádí je v novodobých premiérách.

## Dílo

### Orchestrální skladby
- Garden Music pro 12 dechových nástrojů (1962)
- In memoriam John Fitzgerald Kennedy pro 12 sólových nástrojů (1964)
- Hudba pro Bayreuth – II. invence pro 10 dechových nástrojů (1966)
- Koncert pro bicí a dechové nástroje (1967)
- Příběhy pro orchestr podle básní Vladimíra Holana (1975/2015)
- Proměny ticha pro 12 smyčcových nástrojů (1977)
- Sonáta pro kontrabas a komorní soubor (1980)
- Kořeny času (Radices temporum) pro symfonický orchestr (1981)
- Fanfára 17. listopadu pro 12 žesťových nástrojů (1990)
- Viderunt omnes fines millennii pro dechové kvinteto a smyčce (1999)
- Paměť pražského paláce pro komorní orchestr (2003)
- Sonáta pro housle a komorní orchestr (2003)
- Tři novelety pro hoboj a smyčce (2004)
- Věnec sonetů pro violoncello a orchestr (1996–2009)

### Komorní skladby
- Náznaky – pět malých kousků pro flétnu a klarinet (1962)
- Pět kánonů pro sólový klarinet (1962)
- Letokruhy pro flétnu a recitaci na text Josefa Hrubého (1962)
- Invence pro sólové violoncello (1963)
- Kánonická cvičení pro dva nástroje (1965)
- Intimní hudba pro sólovou violu nebo violoncello (1968)
- Sedm hříchů Hieronyma Bosche pro flétnu, basklarinet, klavír a bicí (1971)
- Afekty pro cimbál (1972)
- Ohlédnutí Orfeovo pro flétnu, violu a harfu nebo klavír (1973)
- Aztékové pro 1 hráče na bicí nástroje (1978)
- Preludium a fuga pro klavír (1978)
- Vzpomínka na pana Sudka pro žesťový sextet (1979)
- Proměny ticha pro smyčcové kvarteto (1980)
- Sonáta pro housle a klavír (1980)
- Sonatina pro klarinet a klavír (1983), také pro altsaxofon a klavír (2007)
- Kvintet pro flétnu, hoboj, klarinet, lesní roh a fagot (1987)
- Česká intráda pro žestě (1992)
- Hommage à Machaut pro klarinet, violu a klavír (1993)
- Věnec sonetů pro violoncello a klavír (1996/2000)
- Stíny a odlesky pro flétnu, klarinet, housle, violu, violoncello a klavír (2000)
- MiN-Kaleidoskop pro komorní soubor (2002)
- Trio pro klarinet, housle a klavír (2002)
- Mozaika pro dvě flétny a klavír (2003)
- Sólo pro klarinet (2003)
- Tři novelety. Trio pro hoboj, housle a klavír, také pro hoboj a smyčcový kvartet (2004)
- Óda na radost pro recitaci, housle, violoncello a klavír na text Vladimíra Holana (2008)
- Fantasie pro varhany (2008)
- Canones diversi pro housle a klarinet (2009)
- Sonety / Sonnets pro violoncello a klavír (2011)
- Praeludium Sancti Venceslai pro varhany (2012)
- David a Šalamoun / David and Salomon pro recitaci a harfu na biblický text (2012)
- Biblická sonáta / Biblical sonata pro harfu (2013)
- Sonáta pro varhany (2013)
- Meditace a toccata pro klavír (2014)

### Vokální skladby
- Tartuffův trest pro soprán, mezzosoprán, flétnu a basklarinet na slova A. Rimbauda (1964)
- Kantáta na starozákonní text Žalmu č. 92 pro soprán, basklarinet, fagot a trombón (1966)
- Kantáta na starozákonní latinský text Pláče Jeremiášova pro sóla, smíšený sbor a čtyři žesťové nástroje (1969)
- Klárčina říkadla. Cyklus dětských sborů na texty českých lidových říkadel (1974)
- Pečeť mlčení (Sigillum silentii) na biblické texty pro mezzosoprán, klarinet, violu a klavír (1970–1997)
- Barvy a myšlenky pro mezzosoprán, flétnu, klarinet, violu a cembalo na texty malířů a básníků o umění (1976)
- Vodička, voda. Cyklus dětských sborů à capella na slova Jana Čarka (1977)
- Květ z ráje pro recitátora a dětský nebo dívčí sbor na slova Jaroslava Seiferta (1983, verze pro smíšený sbor 1989)
- Ani bolest nedožijem... Písně na verše Vladimíra Holana pro sólový hlas (1997)

Komponuje rovněž písně pro dětské sbory a instruktivní skladby, zejména pro dechové nástroje.

### Dílo literární
- Das Chalumeau-Problem, in: Die Blasinstrumente und ihre Verwendung sowie zu Fragen des Tempos in der ersten Hälfte des 18. Jahrhunderts: Blankenburg, Harz, 1976, s.33-36.
- „České“ křídlo – ala „bohemica“, in: Zpravodaj Společnosti pro starou hudbu 3/1985.
- Regional Signs of Medieval Musical Instruments, in: Musikalische Ikonographie, Laaber 1994, s. 207-212.
- Interpretace polyfonie vrcholného středověku, in: Cantus choralis ´01, Mezinárodní symposium o sborovém zpěvu, Ústí n. Labem 2001, s. 57-60
- Bohemika mezi středověkými hudebními nástroji, in: Clavibus unitis 1, 2006, str. 1-10, http://www.acecs.cz/media/cu_2012_01.pdf
- Hudební nástroje evropského středověku, dvanáctidílný cyklus článků in: Hudební rozhledy 59, 2006; I. Pár slov úvodem, HR č. 1, s. 58-59; II. Monochord a chorus, HR č. 2, s. 58-59; III. Cimbál a psalterium, HR č. 3, s. 58-59; IV. Křídlo (ala) a harfa, HR č. 4, s. 58-59; V. Rota a žaltářová harfa, HR č. 5, s. 58-59; VI. Loutna a kvinterna, HR č. 6, s. 58-59; VII. Klavichord a cembalo, HR s. 58-59; VIII. Třecí chordofony, HR č. 8, s. 58-59; IX. Aerofony hranové, HR č. 9, s. 58-59; X. Varhany a portativ, HR č. 10, s. 58-59; XI. Aerofony jazýčkové, HR č. 11, s. 58-59; XII. Aerofony retné, HR č. 12, s. 58-59.
- The Music of the Bohemian Middle Ages, in: Czech Music 3/2006, s. 29-40.
- Nově objevená vyobrazení středověkých hudebních nástrojů v Kouřimi, in: Hudební věda XLVI 46, č. 1-2/2009, s. 5-30.
- Středověké hudební nástroje na schodišti Velké věže hradu Karlštejna, in: Slovenská hudba, revue pre hudobnú kultúru, č. 2-3/2009, ročník XXXV, s. 134-171.
- Calcastrum, Pokus o identifikaci hudebního nástroje z traktátu Pauli Paulirini de Praga, in: Živá hudba, ročník 1, 2010, č.1, s. 12-22.
- Nově objevené středověké nástěnné malby s hudebními nástroji v Kouřimi, in: Hudobnohistorický výskum na Slovensku začiatkom 21. storočia II., Univerzita Komenského, Bratislava 2010, s. 123-143.
- Hudba v době Karla IV. / Music during the Era of Charles IV, in: Pražské jaro – Prague Spring, Programový katalog – Programme catalogue, 2015, s. 131-138.